# El Nuevo Rosario
El Nuevo Rosario är en ort i Mexiko.   Den ligger i kommunen Ocosingo och delstaten Chiapas, i den sydöstra delen av landet, 800 km öster om huvudstaden Mexico City. El Nuevo Rosario ligger 864 meter över havet och antalet invånare är 144.
Terrängen runt El Nuevo Rosario är kuperad norrut, men söderut är den bergig. Runt El Nuevo Rosario är det glesbefolkat, med 17 invånare per kvadratkilometer. Närmaste större samhälle är San Miguel, 7,1 km väster om El Nuevo Rosario. I omgivningarna runt El Nuevo Rosario växer i huvudsak städsegrön lövskog.